# Gerda Schumacher

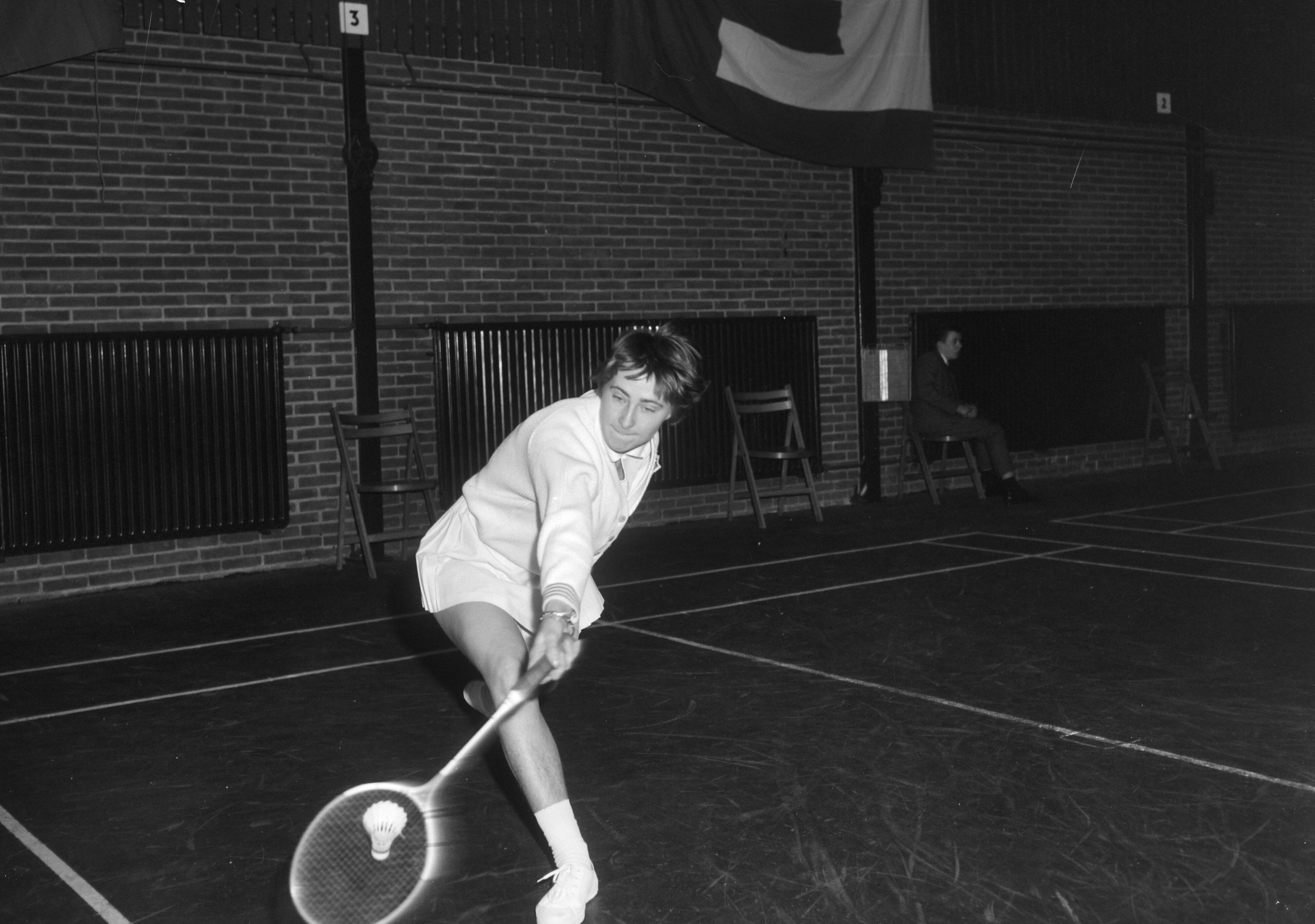
Gerda Schumacher (1965)

Gerda Schumacher (* 15. April 1942) ist eine deutsche Badmintonspielerin.

## Karriere
Gerda Schumacher gewann 1963 ihren ersten deutschen Meistertitel im Damendoppel mit Marlies Langenbrink. Zwei Jahre später siegte sie in der gleichen Disziplin mit Irmgard Latz und gewann die German Open im Mixed mit Richard Purser. 1967 war sie bei den French Open erfolgreich und 1968 noch einmal im Doppel bei den deutschen Meisterschaften.

## Sportliche Erfolge
| Saison    | Veranstaltung                     | Disziplin   | Platz | Name |
| --------- | --------------------------------- | ----------- | ----- | --- |
| 1961/1962 | Deutsche Mannschaftsmeisterschaft | Mannschaft  | 3     | 1. DBC Bonn (Ralf Caspary, Kurt Hennes, Walter Huyskens, Günter Kirch, Klaus Walter, Ursula Verhoeven, Gerda Schumacher) |
| 1962      | Paris International               | Dameneinzel | 1     | Gerda Schumacher (1. DBC Bonn)                                                                                           |
| 1962/1963 | Deutsche Einzelmeisterschaft      | Dameneinzel | 2     | Gerda Schumacher (1. DBC Bonn)                                                                                           |
| 1962/1963 | Deutsche Mannschaftsmeisterschaft | Mannschaft  | 3     | 1. DBC Bonn (Walter Huyskens, Günter Kirch, Klaus Walter, Helmuth Niederhoff, Gerda Schumacher, Ute Steinwald)           |
| 1962/1963 | Deutsche Einzelmeisterschaft      | Damendoppel | 1     | Gerda Schumacher / Marlies Langenbrink (1. DBC Bonn / Kölner FC Blau-Gold)                                               |
| 1963/1964 | Deutsche Einzelmeisterschaft      | Damendoppel | 2     | Gerda Schumacher / Marlies Langenbrink-Voit (1. DBC Bonn / Kölner FC Blau-Gold)                                          |
| 1964/1965 | Deutsche Einzelmeisterschaft      | Dameneinzel | 2     | Gerda Schumacher (1. DBC Bonn)                                                                                           |
| 1964/1965 | Deutsche Einzelmeisterschaft      | Damendoppel | 1     | Irmgard Latz / Gerda Schumacher (Krefelder BC / 1. DBC Bonn)                                                             |
| 1964/1965 | Westdeutsche Einzelmeisterschaft  | Damendoppel | 1     | Irmgard Latz / Gerda Schumacher (Krefelder BC / 1.DBC im SSF Bonn)                                                       |
| 1965      | German Open                       | Mixed       | 1     | Richard Purser / Gerda Schumacher                                                                                        |
| 1965/1966 | Deutsche Einzelmeisterschaft      | Damendoppel | 1     | Irmgard Latz / Gerda Schumacher (1. DBC Bonn)                                                                            |
| 1965/1966 | Westdeutsche Einzelmeisterschaft  | Damendoppel | 1     | Irmgard Latz / Schumacher Gerda (1.DBC im SSF Bonn)                                                                      |
| 1965/1966 | Deutsche Einzelmeisterschaft      | Dameneinzel | 3     | Gerda Schumacher (1. DBC Bonn)                                                                                           |
| 1966/1967 | Deutsche Einzelmeisterschaft      | Damendoppel | 2     | Irmgard Latz / Gerda Schumacher (1. DBC Bonn)                                                                            |
| 1966/1967 | Deutsche Einzelmeisterschaft      | Dameneinzel | 3     | Gerda Schumacher (1. DBC Bonn)                                                                                           |
| 1967      | French Open                       | Dameneinzel | 1     | Gerda Schumacher |
| 1967/1968 | Deutsche Einzelmeisterschaft      | Dameneinzel | 3     | Gerda Schumacher (1. DBC Bonn)                                                                                           |
| 1967/1968 | Deutsche Einzelmeisterschaft      | Damendoppel | 1     | Irmgard Latz / Gerda Schumacher (1. DBC Bonn)                                                                            |
| 1968/1969 | Westdeutsche Einzelmeisterschaft  | Mixed       | 1     | Hans-Dietrich Emmers / Gerda Schumacher (Merscheider TV / 1.DBC im SSF Bonn)                                             |
| 1969/1970 | Deutsche Einzelmeisterschaft      | Damendoppel | 2     | Irmgard Latz / Gerda Schumacher (1. DBC Bonn)                                                                            |